# خانه عباس عباسیان
خانه آقای عباس عباسیان مربوط به دوره معاصر است و در شهرستان فومن، شهرک ماسوله واقع شده و این اثر در تاریخ ۲۵ اسفند ۱۳۸۰ با شمارهٔ ثبت ۵۳۱۷ به‌عنوان یکی از آثار ملی ایران به ثبت رسیده است.